# 川勝隆安
川勝 隆安（かわかつ たかやす）は、江戸時代中期から後期の旗本。隆房流川勝家の5代当主。

## 生涯
寛延2年（1749年）、小笠原持賢の二男として生まれ、後に川勝隆恭の婿養子となった。安永2年（1773年）12月22日、初めて将軍徳川家治に謁見した。安永5年（1776年）6月20日、甥の小笠原舘次郎持齢が若年のため、射礼師範（弓術）の後見をするよう命を受けた。同年9月10日、義父隆恭の死去により、その家督（蔵米400俵）を継いだ。
同年12月20日、懇意の者が弓術修行にあたっている事を慰労して、将軍家治より時服二領を給わった。後にこの先例により毎年時服を給わり、また弓場始、大的台覧の時も給う物があった。天明元年（1781年）5月7日に小姓組に列し、天明5年（1785年）2月4日、甥・持齢が年長になったため、後見役を免ぜられた。寛政12年（1800年）1月25日、書院番から膳奉行に転じた。
文化8年（1811年）閏2月28日、63歳で没した。家督は嫡男の隆延が継いだ。